# MBC 뉴스데스크 대전·세종·충남
《MBC 뉴스데스크 대전·세종·충남》은 대전MBC TV에서 매주 월요일부터 목요일 오후 8시 30분, 금요일, 일요일 오후 8시 10분, 토요일 오후 8시 15분에 방송 중인 대전 세종 충남 지역 메인 뉴스 프로그램이다.

## 개요
대전MBC 뉴스데스크로 읽는다.

## 앵커
| 대수 | 진행자 | 진행자 | 진행 기간                          | 비고                    |
| 대수 | 남성   | 여성   | 진행 기간                          | 비고                    |
| ---- | ------ | ------ | ---------------------------------- | ----------------------- |
| 1대  | 이상헌 | 박가영 | 일자 미상 ~ 일자 미상              |                         |
| 2대  | 이상헌 | 서수진 | 일자 미상 ~ 일자 미상              |                         |
| 3대  | 최혁재 | 서수진 | 일자 미상 ~ 2016년 3월 4일         |                         |
| 4대  | 최혁재 | 박윤희 | 2016년 3월 7일 ~ 2016년 12월 16일  |                         |
| 5대  | 최혁재 | 김지원 | 2016년 12월 19일 ~ 일자 미상       |                         |
| 6대  | 빈칸   | 김지원 | 일자 미상 ~ 2018년 8월 3일         | [ 1 ]                   |
| 7대  | 조형찬 | 유지은 | 2018년 8월 6일 ~ 2019년 9월 6일    |                         |
| 8대  | 남유식 | 임보라 | 2019년 9월 9일 ~ 2021년 9월 10일   |                         |
| 9대  | 남유식 | 조민경 | 2021년 9월 13일 ~ 2024년 10월 24일 | [ 2 ] [ 3 ] [ 4 ] [ 5 ] |
| 임시 | 남유식 | 빈칸   | 2024년 10월 25일                   | [ 6 ]                   |
| 10대 | 남유식 | 박선진 | 2024년 10월 28일 ~ 현재            | [ 7 ] [ 8 ]             |

## 경쟁 프로그램
- KBS 뉴스 9 대전·세종·충남 (KBS 대전 1TV)
- TJB 8 뉴스 (TJB TV)